# Kenneth Frampton

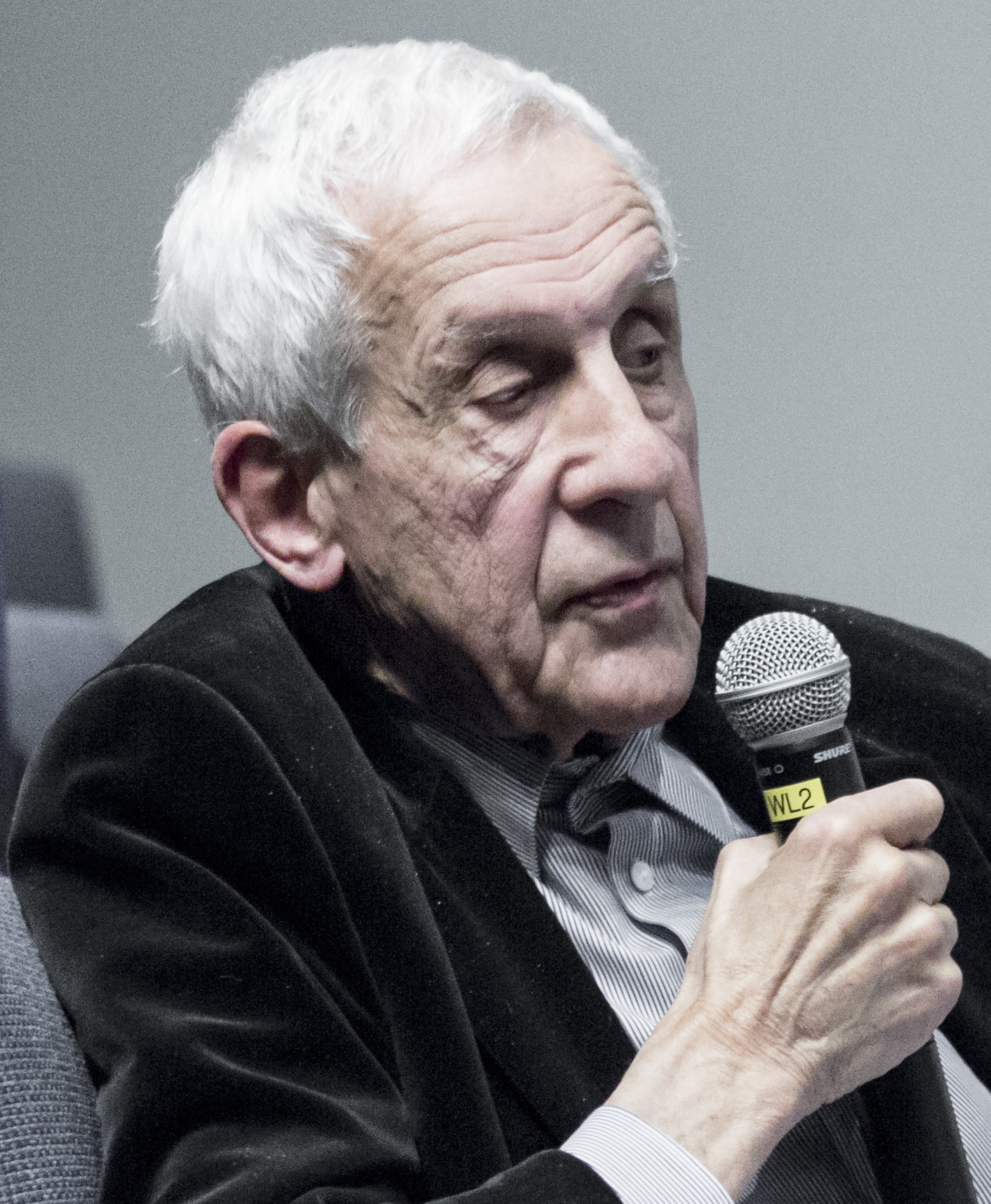
Kenneth Frampton im Jahr 2014

Kenneth Brian Frampton CBE (* 20. November 1930 in Woking, Surrey) ist ein britisch-US-amerikanischer Architekt, Architekturhistoriker und Autor. Frampton ist Professor für Architektur an der Columbia University, New York.

## Leben
Von 1950 bis 1956 wurde Kenneth Frampton bei der Architectural Association in London ausgebildet. Nach zwei Jahren in der Britischen Armee reiste er ein Jahr nach Israel. Danach arbeitete er in einem Londoner Architekturbüro, dann drei Jahre als Redakteur des Magazins Architectural Design. 1965 reiste er in die USA aus.
Von 1964 bis 1972 lehrte er an der Princeton University, von 1972 bis 1974 an der Columbia University, von 1974 bis 1977 am Royal College of Art in London. 1977 kehrte er an die Columbia University zurück.
Er lehrte auch an der ETH Zürich, dem Berlage Institute in Amsterdam, der École polytechnique fédérale de Lausanne und an der Accademia di Architettura in Mendrisio. Frampton wurde 1993 in die American Academy of Arts and Sciences und 2012 in die American Academy of Arts and Letters gewählt. 2018 wird Frampton für sein Lebenswerk mit dem Goldenen Löwen der 16. Internationalen Architektur-Biennale Venedig ausgezeichnet.

## Ausgewählte Werke
- Kenneth Frampton: Modern Architecture. A Critical History. 4. Auflage. Thames & Hudson, London 2007, ISBN 978-0-500-20395-8.
- Atelier 66. The Architecture of Dimitris and Suzana Antonakakis, Rizzoli International Publications, New York, 1985. ISBN 978-0-8478-0623-2
- Bauten und Projekte 1979–1989. DVA 1991, ISBN 3-421-02985-7
- Die Architektur der Moderne. Eine kritische Baugeschichte. Stuttgart 1991 ISBN 3-421-02802-8
- Atelier 5. Siedlungen und städtebauliche Projekte. Birkhäuser, Basel 1994, ISBN 3-7643-6258-8
- Studies in Tectonic Culture. The Poetics of Construction in Nineteenth and Twentieth Century Architecture (1997)
- Harry Seidler - Riverside Centre. 1988. ISBN 3-7828-4002-X
- Villen in Amerika. Meisterwerke der Moderne. Kohlhammer, 2002. ISBN 3-17-013868-5
- Le Corbusier. Thames & Hudson, 2001
- Grundlagen der Architektur. 1993
- Alvaro Siza. Das Gesamtwerk. Deutsche Verlags-Anstalt, 2000. ISBN 3-421-03263-7
- Die Architektur der Moderne. Eine kritische Baugeschichte. DVA 2004, ISBN 3-421-03075-8
- Die Entwicklung der Architektur im 20. Jahrhundert. Eine vergleichende Übersicht. Wien 2006 ISBN 3-211-31196-3
- überarbeitete und erweiterte (bis 2010) Neuausgabe: Die Architektur der Moderne – Eine kritische Baugeschichte. Deutsche Verlags Anstalt, München 2010. ISBN 978-3-421-03768-8